# Kaiserlicher Friedhof Musashi

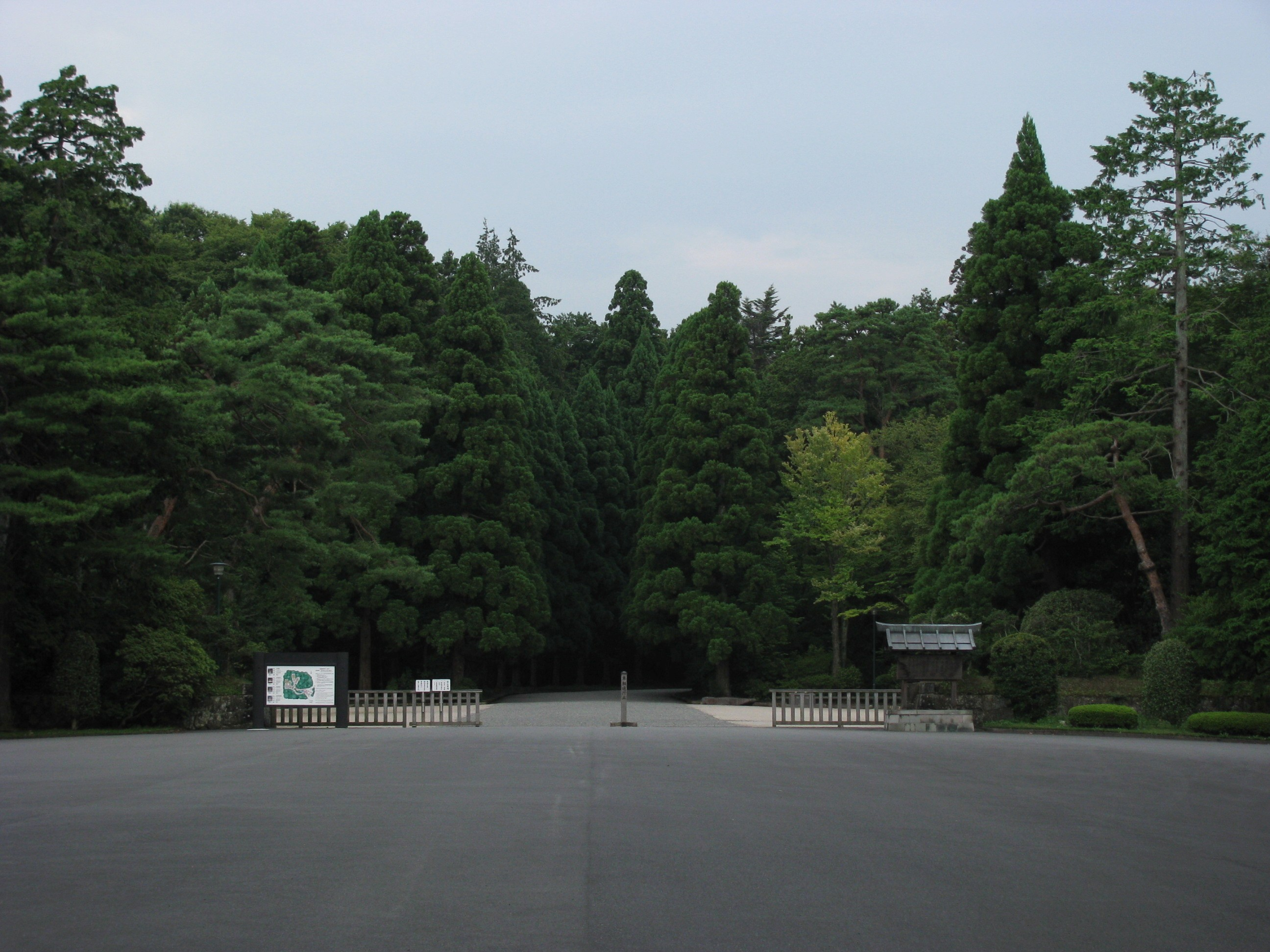
Haupteingang

Der Kaiserliche Friedhof Musashi (jap. 武蔵陵墓地, Musashi ryōbochi) ist ein Friedhof in Japan. Er befindet sich bei Hachiōji in der Präfektur Tokio und ist nach der alten Provinz Musashi benannt. Der monumental angelegte Friedhof beherbergt Mausoleen, in denen zwei japanische Herrscher und ihre Ehefrauen beigesetzt worden sind, die Kaiser Taishō und Shōwa sowie die Kaiserinnen Teimei und Kōjun.

## Geschichte
Taishō war der erste Tennō (Kaiser), der sein ganzes Leben lang in oder um Tokio gewohnt hatte (sein Vater Meiji war in Kyōto aufgewachsen und wurde dort auch beigesetzt). Bereits zwei Monate vor Taishōs Tod am 25. Dezember 1926 war eine Verordnung zum Bau eines Mausoleums in der Nähe des damaligen Dorfes Yokoyama (heute ein Stadtteil von Hachiōji) erlassen worden. Einen Tag nach der offiziellen Trauerfeier im Shinjuku Gyoen wurde sein Leichnam hierher gebracht und am 8. Februar 1927 beigesetzt. Der Ort war insbesondere wegen seiner Erdbebensicherheit ausgewählt worden. Das Design des Mausoleums basierte auf Kaiser Meijis Grabmal Fushimi no momoyama no Misasagi (伏見桃山陵) in Kyōto.
Von 1931 bis 1945 betrieb die Bahngesellschaft Keiō Denki Kidō die Goryō-Linie, die den Friedhof mit dem Bahnhof Kitano verband und direkte Züge bis Shinjuku ermöglichte. 1951 kam östlich von Taishōs Mausoleum jenes der Kaiserwitwe Teimei hinzu. Das Mausoleum für Kaiser Shōwa entstand 1989, den Abschluss machte das Mausoleum für Kaiserin Kōjun im Jahr 2000.
Im November 2013 bestätigte das Kaiserliche Hofamt Presseberichte, wonach Kaiser Akihito und Kaiserin Michiko nicht wie ihre unmittelbaren Vorfahren traditionell in einer Erdbestattung beigesetzt werden wollen, sondern eine Feuerbestattung wünschen. Zu diesem Zweck wird der Kaiserliche Friedhof um ein Krematorium ergänzt. Die Asche soll dann in zwei kleineren individuellen Mausoleen aufbewahrt werden, die an der Westseite von Taishōs Grabmal entstehen sollen. Diese Änderung der kaiserlichen Beerdigungsriten wird das Ende einer rund 350-jährigen Tradition bedeuten.

## Anlage
Der Kaiserliche Friedhof ist eine weitläufige, halbnatürliche Parkanlage in einer hügeligen Gegend, die Wälder, Felsen und Einzelbäume umfasst. Zusätzlich zu den steinernen Mausoleen stehen dort auch kleinere Monumente und religiöse Bauten wie Torii. Die Zugangsstraße wird von Zelkoven gesäumt.
| Name                      | Todesjahr | Name des Mausoleums                           | Foto |
| ------------------------- | --------- | --------------------------------------------- | ---- |
| Kaiser Taishō (Yoshihito) | 1926      | Tama no Misasagi (多摩陵)                     |      |
| Kaiserin Teimei           | 1951      | Tama no Higashi no Misasagi (多摩東陵)        |      |
| Kaiser Shōwa (Hirohito)   | 1989      | Musashino no Misasagi (武藏野陵)              |      |
| Kaiserin Kōjun            | 2000      | Musashino no Higashi no Misasagi (武藏野東陵) |      |